# Santander (Gerichtsbezirk)
Der Gerichtsbezirk Santander ist einer der acht Gerichtsbezirke in der autonomen Gemeinschaft Kantabrien.
Der Bezirk umfasst 6 Gemeinden auf einer Fläche von 206,78 km² mit dem Hauptquartier in Santander.

## Gemeinden
| Gemeinde                 | Einwohner (2024) | Fläche km² | Dichte Einw./km² | Cod INE | Postleitzahl |
| ------------------------ | ---------------- | ---------- | ---------------- | ------- | ------------ |
| El Astillero             | 18.467           | 6,83       | 2.704            | 39008   | 39610        |
| Camargo                  | 30.422           | 36,58      | 832              | 39016   | 39609        |
| Piélagos                 | 26.783           | 83,33      | 321              | 39052   | 39470        |
| Santa Cruz de Bezana     | 13.832           | 17,26      | 801              | 39073   | 39100, 39108 |
| Santander                | 174.101          | 34,76      | 5.009            | 39075   | 39001–39012  |
| Villaescusa              | 3.953            | 28,02      | 141              | 39099   | 39690        |
| Gerichtsbezirk Santander | 267.558          | 206,78     | 1.294            | –       | –            |